# Cabral (gemeente)
Cabral is een plaats en gemeente (15.000 inwoners) in het zuidwesten van de Dominicaanse Republiek, in de provincie Barahona.
Wanneer de nederzetting is ontstaan is niet bekend, het verscheen in de boeken rond 1707. De plaats heeft eerder "El Rincon de Neiba" geheten. Later werd de naam "Rincón de Ají" en in 1900 kreeg de plaats de huidige naam Cabral.
In 1858 had generaal Gaspar Polanco Borbón hier de leiding van de militaire afdeling van La Peñuela, ook wel Arroyo Ubero en Arroyo Uvero genoemd. 

## Bestuurlijke indeling
De gemeente bestaat uit één gemeentedistrict (distrito municipal):
Cabral.

## Geboren
- Buenaventura Báez (1812-1884), president van de Dominicaanse Republiek